# Bala Göyüşlü
Bala Göyüşlü är en ort i Azerbajdzjan.   Den ligger i distriktet Bərdə Rayonu, i den centrala delen av landet, 220 kilometer väster om huvudstaden Baku. Bala Göyüşlü ligger 35 meter över havet och antalet invånare är 306.
Terrängen runt Bala Göyüşlü är platt, och sluttar österut. Närmaste större samhälle är Barda, 10,2 kilometer väster om Bala Göyüşlü.
Trakten runt Bala Göyüşlü består till största delen av jordbruksmark. Runt Bala Göyüşlü är det ganska tätbefolkat, med 129 invånare per kvadratkilometer.